# Partits judicials de Múrcia

Partits judicials de la Comunitat Murciana

A la Regió de Múrcia es comptabilitzen 11 partits judicials.

## Partit judicial de Caravaca de la Cruz
Calasparra, Caravaca de la Cruz, Cehegín, Moratalla

## Partit judicial deCartagena
Cartagena, Fuente Álamo i La Unión

## Partit judicial de Cieza
Favanella, Abarán, Blanca, Cieza, Fortuna, Oxós, Ricote, Ulea i Villanueva del Riu Segura

## Partit judicial deLlorca
Águilas, Llorca i Puerto Lumbreras

## Partit judicial de Mula
Albudeite, Bullas, Campos del Río, Mula i Pliego

## Partit judicial de Múrcia
Alcantarilla, Beniel, Múrcia i Santomera

## Partit judicial de Iecla
Iecla

## Partit judicial de Molina de Segura
Alguazas, Archena, Ceutí, Lorquí, Molina de Segura i Las Torres de Cotillas

## Partit judicial de Totana
Aledo, Alhama de Múrcia, Librilla, Mazarrón i Totana

## Partit judicial de Jumella
Jumella

## Partit judicial de San Javier
Los Alcázares, San Javier, San Pedro del Pinatar i Torre Pacheco